# Murricia hyderabadensis
Espèce
Murricia hyderabadensis est une espèce d'araignées aranéomorphes de la famille des Hersiliidae.

## Distribution
Cette espèce est endémique du Télangana en Inde,.

## Étymologie
Son nom d'espèce, composé de hyderabad et du suffixe latin -ensis, « qui vit dans, qui habite », lui a été donné en référence au lieu de sa découverte.

## Publication originale
- Javed & Tampal, 2010 : Spiders of the genus Murricia Simon, 1882 (Araneae: Hersiliidae) from India. Acta Zoologica Lituanica, vol. 20, no 2, p. 88-97.